# Carlos Latorre

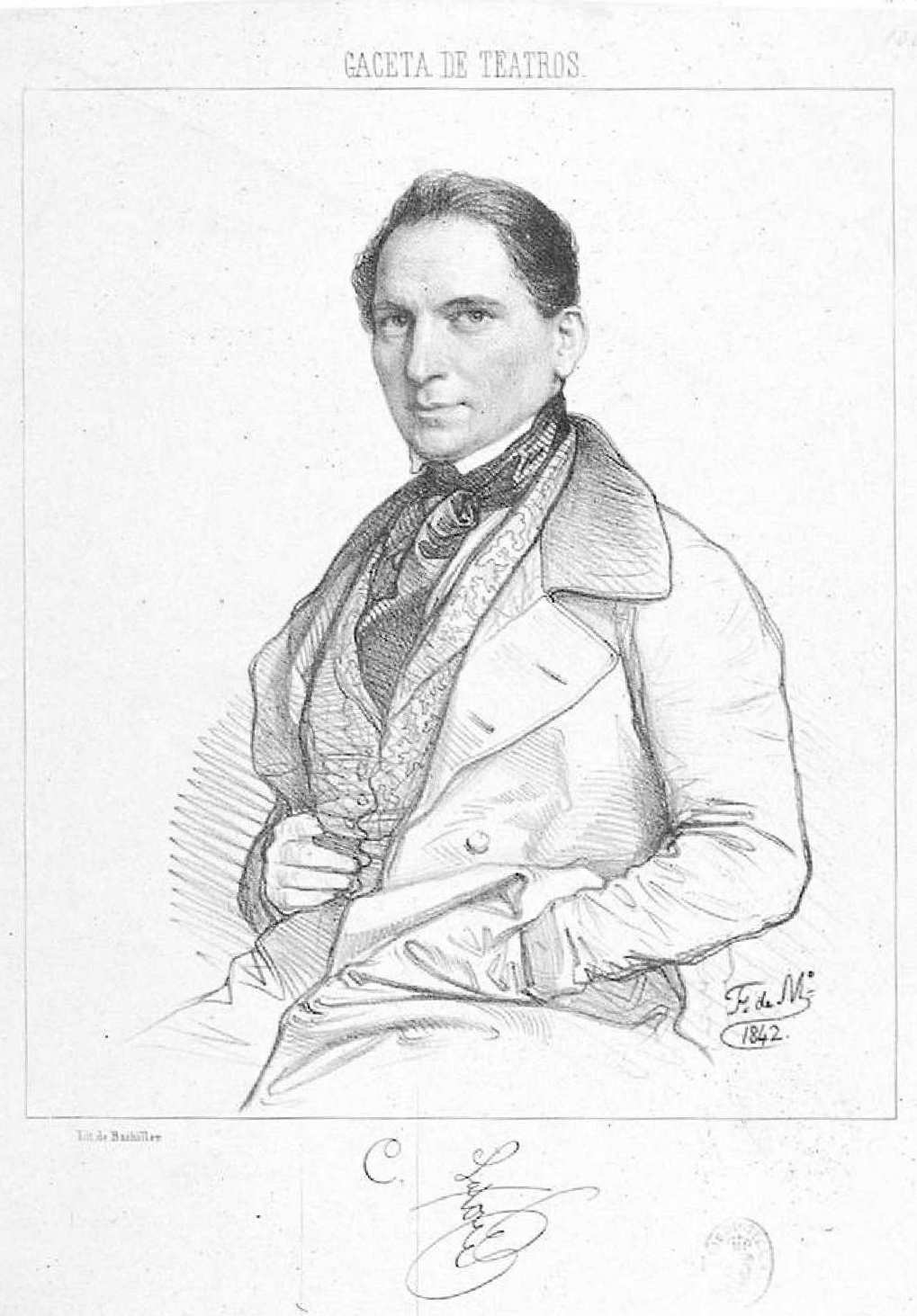
Retrato de Carlos Latorre por Federico de Madrazo, estampado en la litografía de Bachiller. Firmado «F. de Mº 1842» y facsímil del autógrafo «C Latorre». Biblioteca Nacional de España.

Carlos Latorre (Toro, provincia de Zamora, 2 de noviembre de 1799 - Madrid, 11 de octubre de 1851), actor español, uno de los más importantes del siglo XIX junto a Isidoro Máiquez, su mentor, Julián Romea y Rafael Calvo.

## Biografía
De familia de gran abolengo, a los catorce años marchó con su padre a París, donde aprendió la técnica de Talma y la escuela francesa de entonces, y su maestro y mentor fue el gran actor Isidoro Máiquez. La década que pasó en Francia le hizo conocer muy bien el francés, por lo que pudo actuar también en París andando el tiempo. Volvió con su familia a España en 1823 y su debut se remonta a 1824 con la obra Otelo, de William Shakespeare. Siguieron luego Óscar, Pelayo, El Cid... de todas las empresas de provincias era solicitado, siendo Granada la primera que, en 1825, tuvo la honra de aplaudirle con verdadero delirio. En la Corte trabajó con la gran actriz Concepción Rodríguez y las no menos célebres Antera y Joaquina Baus, estrenando con esta última, heredera de los papeles del teatro antiguo característicos de la Rita Luna, las tragedias escritas expresamente para los dos tituladas Dido, Ifigenia y Doña Inés de Castro, según cuenta el famoso actor Antonio Vico. Pero alcanzó el culmen con  el estreno de la célebre tragedia de Francisco Martínez de la Rosa Edipo; con esta tragedia obtuvo triunfos brillantísimos, realizando con su representación verdaderos prodigios de arte. Bajo el patrocinio de Juan Grimaldi, destruyó los moldes antiguos del arte neoclásico, aclimatando el Romanticismo con las creaciones de Martínez de la Rosa, Duque de Rivas, García Gutiérrez, Hartzenbusch, Zorrilla y tantos otros, pues estrenó la mayor parte de los títulos representativos del Romanticismo, haciendo pareja protagonista con Bárbara Lamadrid. Incorporados ambos por Juan Lombía a la compañía del Teatro de la Cruz, Latorre fue el primer actor en interpretar a Don Juan en el estreno de la inmortal obra de José Zorrilla Don Juan Tenorio (1844). Fundado el Conservatorio de Música y Declamación por la reina María Cristina, fue Carlos Latorre uno de sus profesores y tuvo entre sus discípulos al que sería famoso actor Julián Romea.